# Kunigundenweg
Der Kunigundenweg ist ein historischer Verbindungsweg und heutiger Wanderweg der Benediktiner aus dem 9. Jahrhundert. Sein Name beruft sich auf die Hl. Kunigunde, die hier ihre Ausritte in ihre Ländereien unternommen hat. Er ist insgesamt 110 km lang und in 5 Etappen unterteilt.

## Geschichte
Die Hl. Kunigunde benutzte diesen Weg, auch „Eselsweg“ oder „Grasweg“ genannt, für Ausritte in ihre Ländereien. Im Laufe der letzten Jahrhunderte pilgerten und wanderten viele Touristen zum Grab des hl. Kaiserpaares im Bamberger Dom. Man besuchte dabei gewöhnlich auch andere Heiligtümer und besonders solche Kirchen, die St. Kunigund geweiht waren.

## Sage
Kunigunde ließ einer Sage nach in Bamberg drei Schleier fliegen, um an der Stelle, wo sie gefunden würden, Kapellen zu bauen. An der Kirchenmauer der Kunigundenkapelle Buch bei Aub, dem Ausgangspunkt des Wanderwegs, wächst eine 1000-jährige Linde, in deren Krone einer der Schleier hängen geblieben sein soll.

## Verlauf
Der Weg beginnt ein paar Kilometer östlich des Ortes Aub. Danach passiert der Weg in östlicher Richtung die Orte Hemmersheim, Gollhofen, Ippesheim um anschließend wie der Parallel verlaufende Steigerwald-Panormaweg die beiden Berge Hoher Landsberg und Scheinberg – damit auch die höchsten Punkte des Weges, zu überqueren. Außerdem überquert er auch den Iffigheimer Berg, wo sich ein bekannter Aussichtsturm befindet. Daraufhin durchläuft der Weg ein längeres Waldgebiet. Nach einigen weiteren Kilometer erreicht der Kundigundenweg den Ort Markt Bibart. Daraufhin erreicht der nun in nordöstlicher Richtung verlaufende Wanderweg den Ort Scheinfeld, wo sich mit dem Schloss Schwarzenberg einer der großen Sehenswürdigkeiten der Tour befindet. Anschließend passiert er die Ruine Scharfeneck, die in der Nähe von Oberscheinfeld liegt. Nach ein paar weiteren Kilometer erreicht der Weg den Burgstall Schloss Pank. Daraufhin verläuft der Wanderweg parallel zu den Bächen Rimbach und Haslach um anschließend die Orte Burghaslach und Schlüsselfeld zu erreichen. Danach durchquert der Wanderweg noch Burgebrach und Walsdorf um nach insgesamt 110 km kurz in der Nähe von Bamberg, sein Ende zu finden.

## Etappen
| Etappe | Von         | Bis         | Länge in km |
| ------ | ----------- | ----------- | ----------- |
| 1.     | Aub         | Bullenheim  | 20,9        |
| 2.     | Bullenheim  | Scheinfeld  | 22,0        |
| 3.     | Scheinfeld  | Burghaslach | 18,9        |
| 4.     | Burghaslach | Burgebrach  | 21,5        |
| 5.     | Burgebrach  | Bamberg     | 13,5        |

Quelle: 

## Orte am Wanderweg
- Aub
- Hemmersheim
- Gollhofen
- Ippesheim
- Markt Bibart
- Scheinfeld
- Rosenbirkach
- Oberrimbach
- Kirchrimbach
- Unterrimbach
- Burghaslach
- Schlüsselfeld
- Burgebrach
- Walsdorf
- Bamberg

## Sehenswürdigkeiten

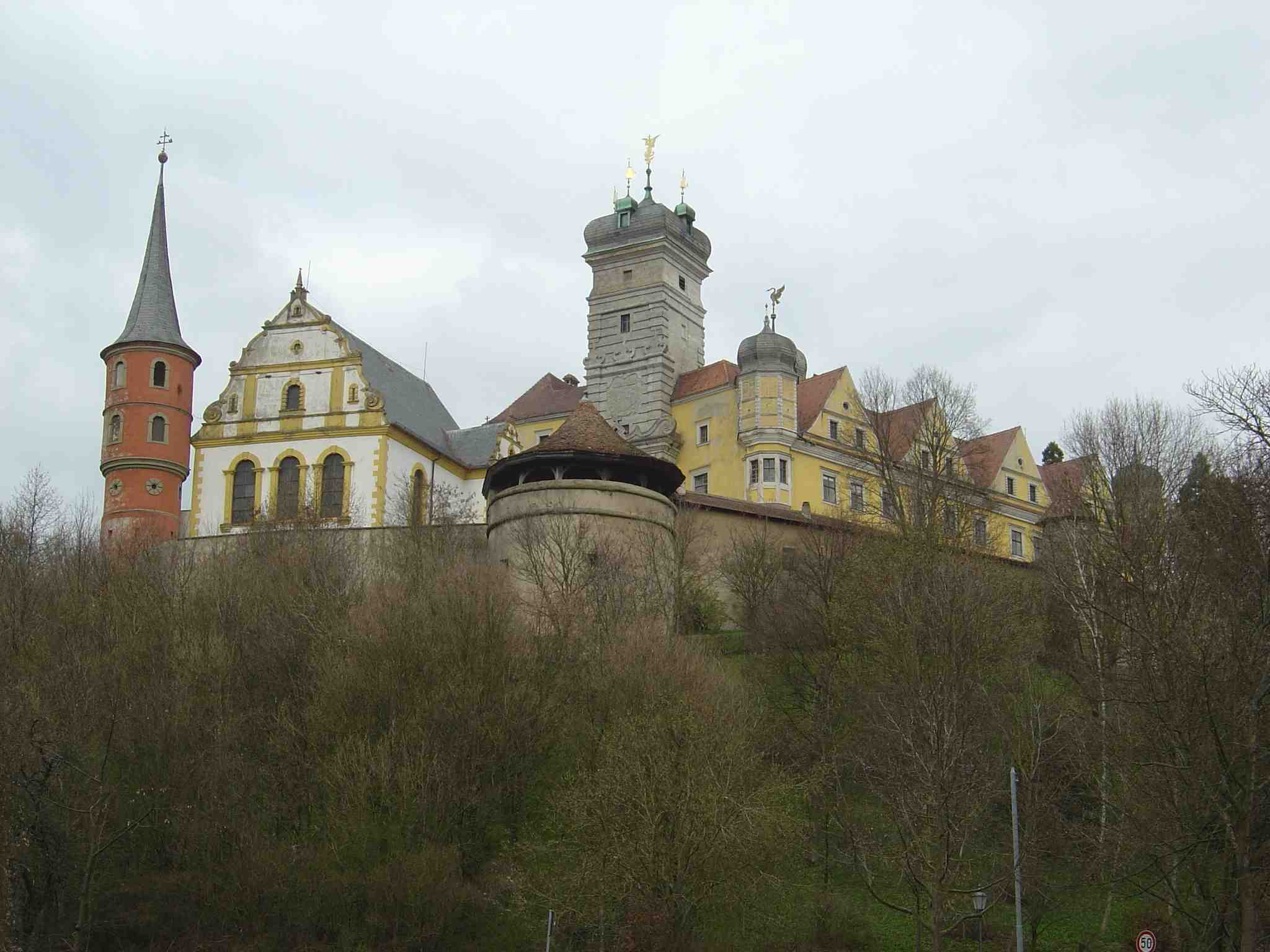
Schloss Schwarzenberg
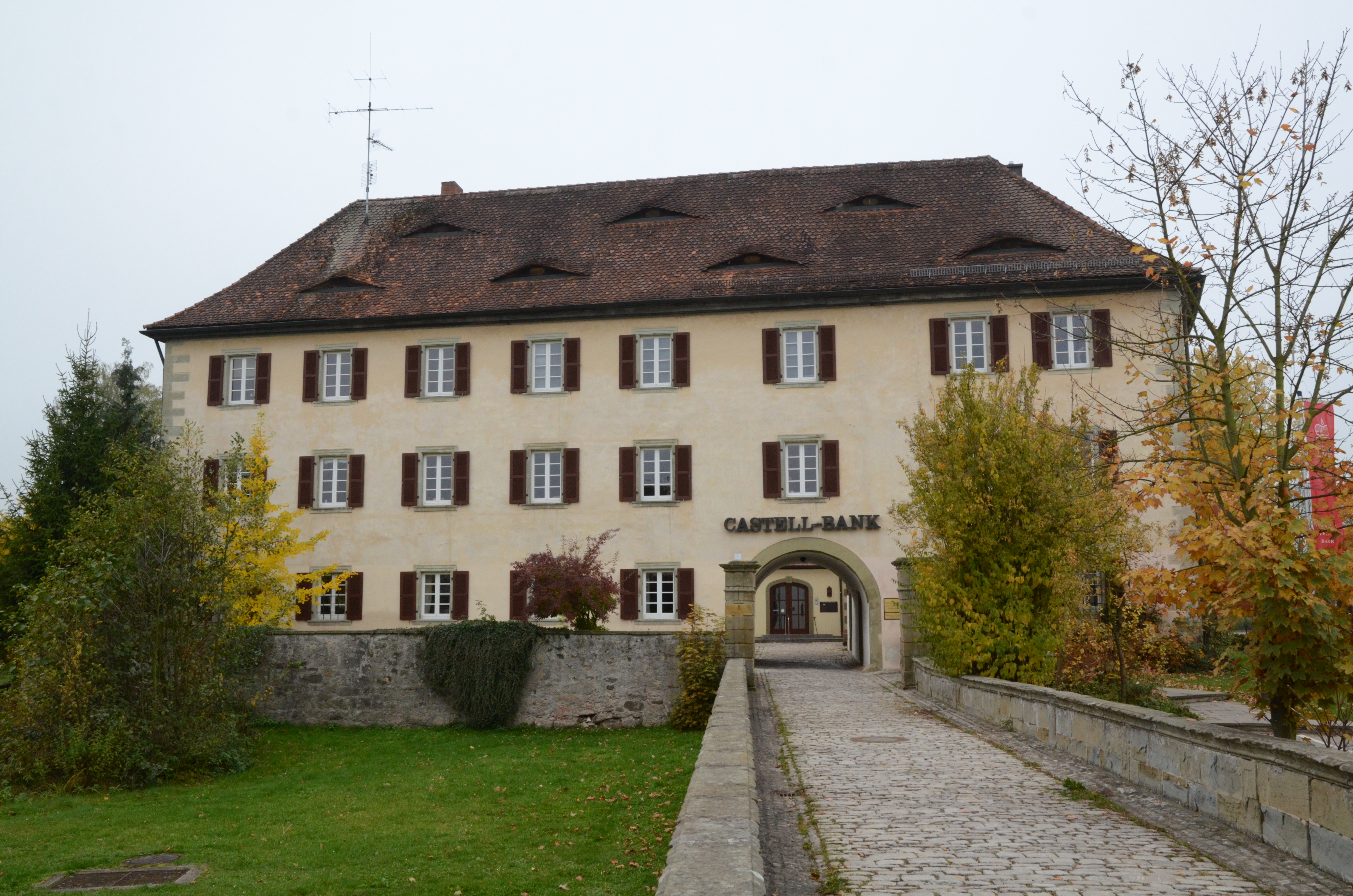
Schloss Burghaslach
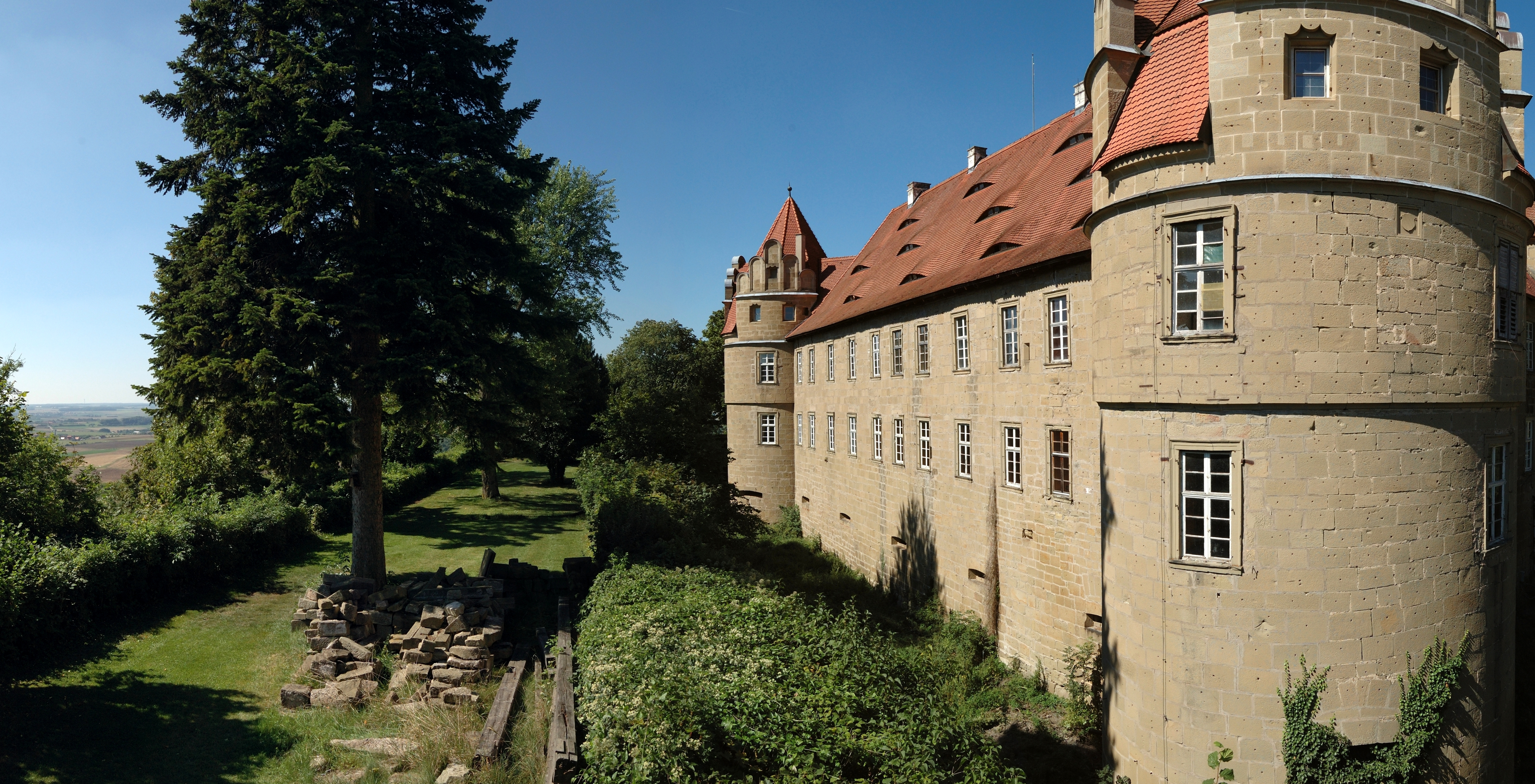
Schloss Frankenberg
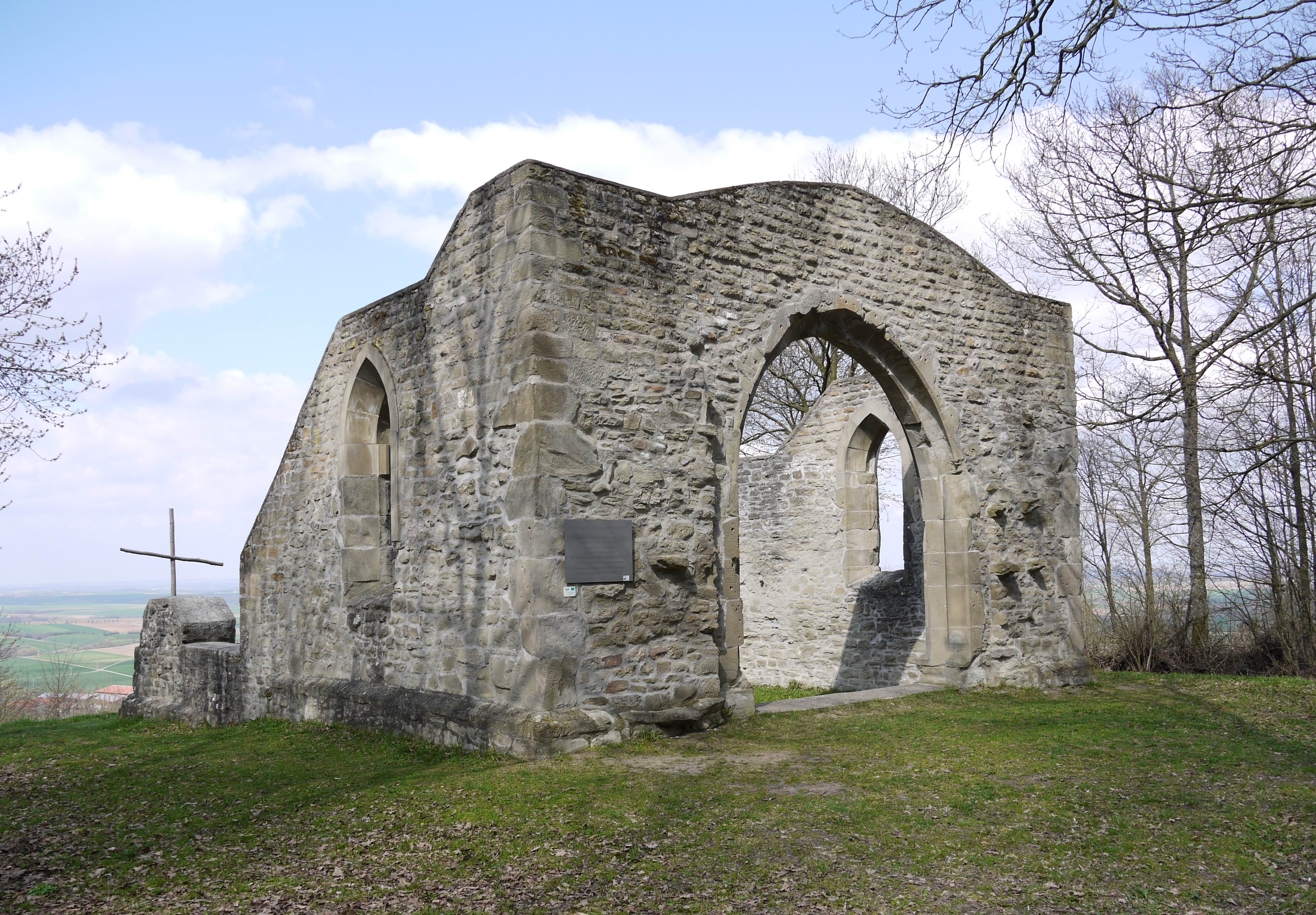
Kunigundenkapelle
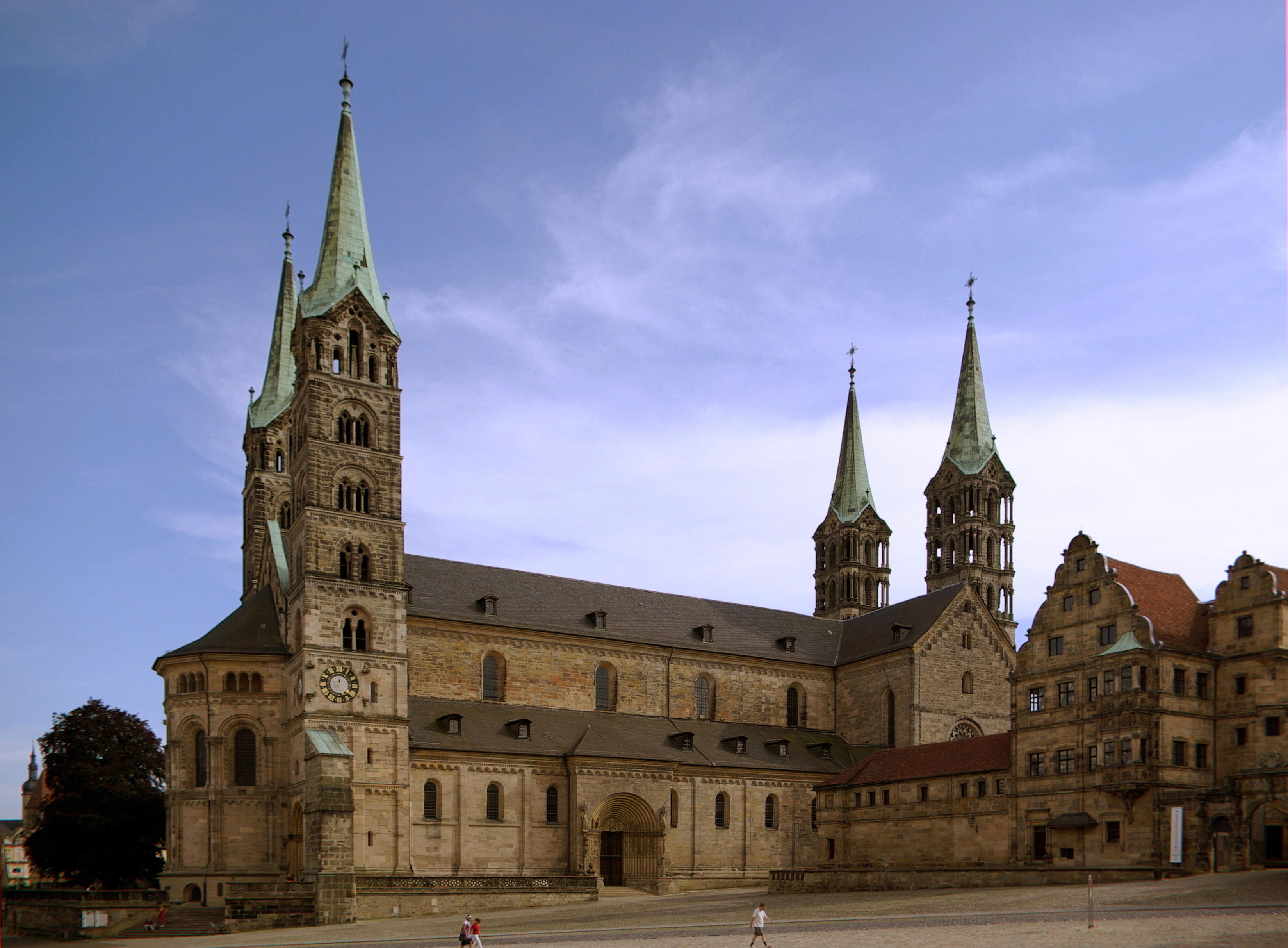
Welterbe Bamberg
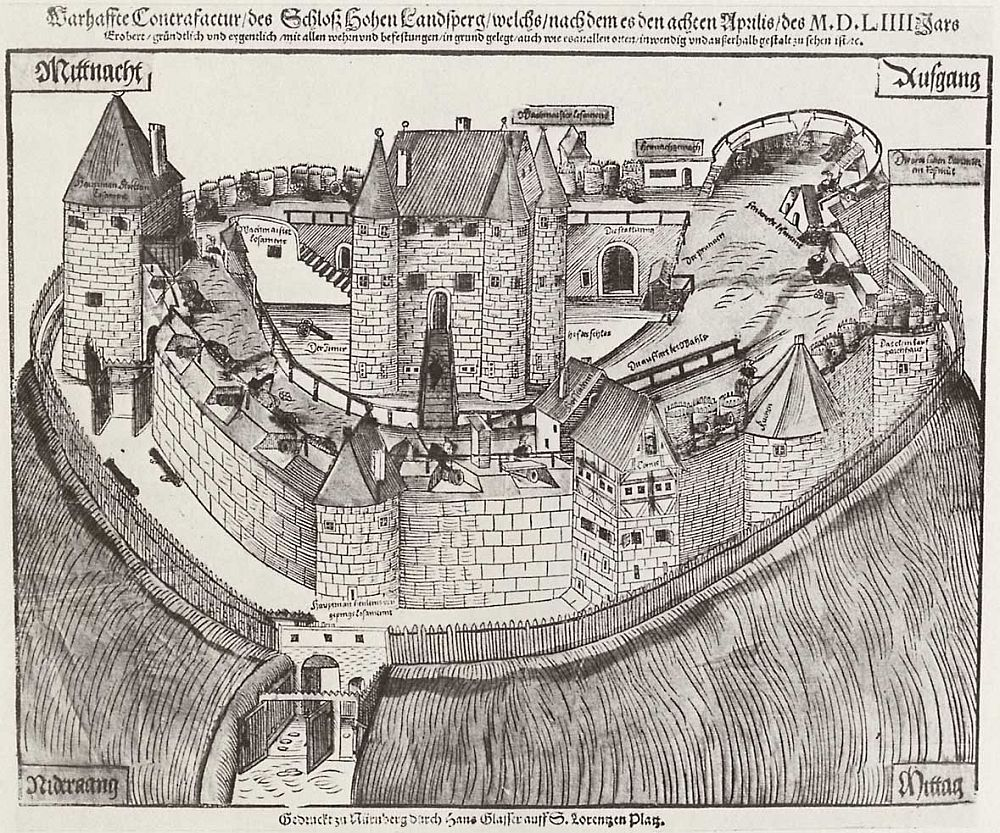
Burgruine Hohenlandsberg
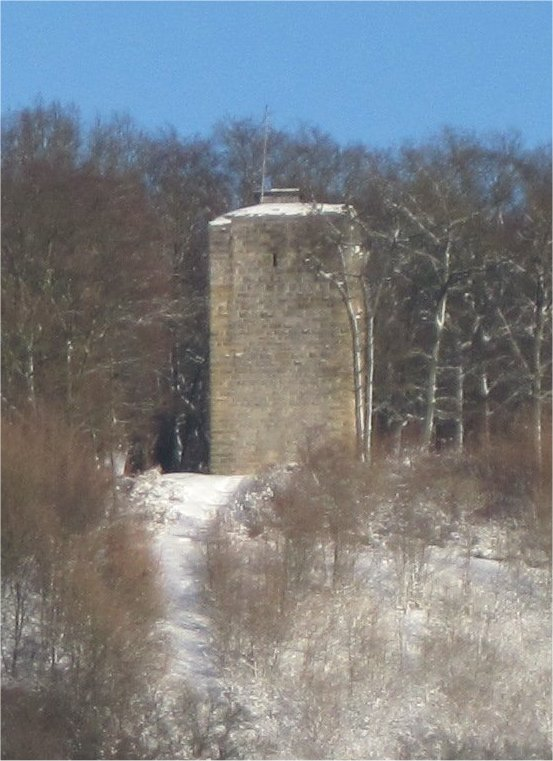
Ruine Scharfeneck